# Hullyeondae
Le Hullyeondae (hanja : 訓練隊, « division d'entraînement militaire ») est un régiment de l'armée coréenne (en) établi par l'empire du Japon dans le cadre de la seconde phase des réformes Gabo en 1895. Le 17 janvier de la même année, le ministre de la légation japonaise, Inoue Kaoru, avait suggèré au roi Gojong de fonder un nouveau régiment de gardes royaux. Ce régiment d'élite, entraîné et équipé par les Japonais, est dirigé par des membres de l'ancienne armée coréenne et composé des éléments les plus pro-japonais.
Le régiment est composé de trois bataillons et d'une compagnie de quartier général, totalisant environ 1 000 soldats. Le premier bataillon est commandé par le major Woo Beomseon, le deuxième par le major Yi Doohwang, et le troisième par le major Yi Jinho. Tous ces commandants participent avec succès aux opérations contre les paysans rebelles du Donghak et l'armée chinoise pendant la première guerre sino-japonaise.
Convaincu que la reine Min conspire avec les Russes pour faire entrer leurs troupes dans le pays, le régiment attaque le palais royal de Gyeongbok le 8 octobre 1895, permettant aux rōnins de l'assassiner,,. Cela mène à sa dissolution par le roi Gojong le 30 octobre de la même année.